# Știința suprafețelor

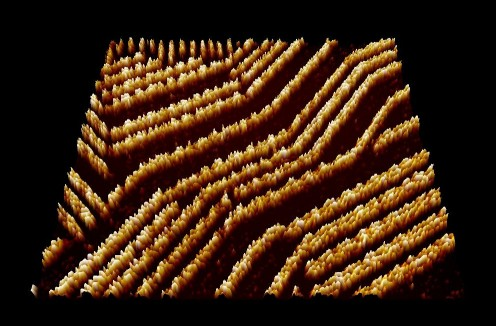
Imagine STM a unui adsorbat de chinacridonă. Lanțurile supramoleculare auto-asamblate ale acestui semiconductor organic au fost adsorbite pe o suprafață de grafit.

Știința suprafețelor este studiul fenomenelor fizice și chimice ce au loc la interfața dintre două faze, incluzând interfețele solid-lichid, solid-gaz și lichid-gaz. Cele două subramuri ale acestei științe sunt chimia suprafețelor și fizica suprafețelor. Printre conceptele de interes din această știință se numără cataliza eterogenă, fabricarea și utilizarea semiconductorilor, pilele de combustie, coloizii, adezivii și cercetarea interfețelor dintre polimeri, biomateriale, nanostructuri, materie moale, lichide, gaze și vid.
Printre tehnicile de cercetare utilizate în știința suprafețelor se numără spectroscopia fotoelectronică de raze X, microscopia de scanare cu efect tunel (microscopia de baleiaj cu efect tunel, STM), difracția electronică de energie joasă, spectroscopia prin desorbție termică, etc.

## Istoric
În anul 2007, Gerhard Ertl a primit Premiul Nobel pentru Chimie pentru cercetările din domeniul chimiei suprafețelor, în special pentru investigarea interacției dintre moleculele de monoxid de carbon și suprafețele de platină.

## Chimia suprafețelor
Chimia  suprafețelor poate fi definită aproximativ ca fiind studiul reacțiilor chimice la interfețe..

## Fizica suprafețelor
Fizica suprafețelor poate  fi definită  în general ca fiind studiul interacțiunilor fizice care apar la interfețe.